# Saint-Pierre-Brouck
 Saint-Pierre-Brouck  (en neerlandés Sint-Pietersbroek) es una población y comuna francesa, en la región de Norte-Paso de Calais, departamento de Norte, en el distrito de Dunkerque y cantón de Bourbourg.

## Demografía
| 733 | 729 | 703 | 867 | 814 | 811 |
| Para los censos de 1962 a 1999 la población legal corresponde a la población sin duplicidades (Fuente: INSEE [Consultar]) |     |     |     |     |     |